# Schmalfeld
Schmalfeld är en kommun och ort i Kreis Segeberg i förbundslandet Schleswig-Holstein i Tyskland.
Kommunen ingår i kommunalförbundet Amt Kaltenkirchen-Land tillsammans med ytterligare fem kommuner.